# Helwig Sillem

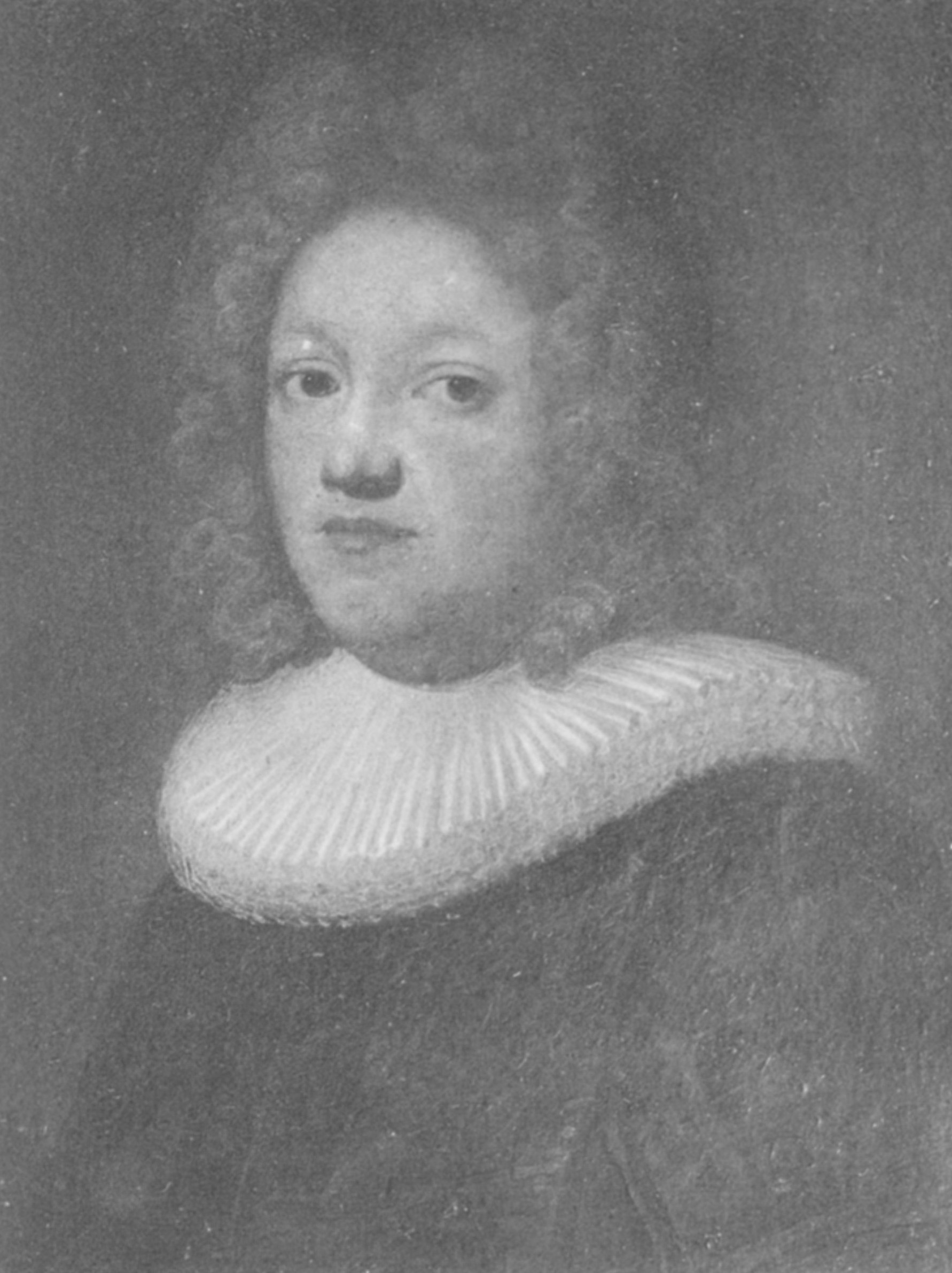
Helwig Sillem

Helwig Sillem (* 1653 in Hamburg; † 5. Dezember 1714 ebenda) war ein deutscher Jurist und Hamburger Ratsherr, der einem Zweig der seit dem 16. Jahrhundert in Hamburg aktiven Kaufmannsfamilie Sillem angehörte. 

## Leben
Sillem war ein Sohn des Hamburger Kaufmanns Hein Sillem (1616–1664) aus dessen Ehe mit Gertrud Pumpe. Nach seiner Schulbildung studierte Sillem Jurisprudenz an der Universität Orléans und schloss dieses am 19. Dezember 1677 als Lizenziat beider Rechte ab.
Anschließend wirkte Sillem anfangs als Advokat in Hamburg. Am 10. April 1693 wurde er zum Ratssekretär, am 6. Oktober 1702 zum Protonotar und am 6. Februarjul. / 17. Februar 1708greg. zum Ratsherrn gewählt. Im Jahr 1714 wurde Sillem Prätor und damit Vorsitzender Richter am Hamburger Niedergericht.
Als Jurist war Sillem Vollstrecker der Testamente von Vincent Placcius und Heinrich Banzkow.

## Familie
- Hein Sillem († vor 1570), Hamburger Kaufmann ⚭ Anna Hesterberg († vor dem 6. August 1593), Tochter von Otto Hesterberg (Ururgroßeltern)
- Otto Sillem (* 19. Januar 1558; † 20. September 1685) Hamburger Kaufmann ⚭ 1. lsabe Suermann; ⚭ 2. Maria von der Nese (Urgroßeltern)
- Hein Sillem (* 1586; † 10. November 1650) ⚭ 1614 Gertrud Langenbeok (* 2. Juli 1595, † 13. August 1647), Tochter von Garlev und Margaretha Moller (Großeltern)
- Hein Sillem ⚭ 1645 Gertrud Pumpe, Tochter von Hinrich Pumpe (Eltern)

Am 26. Juni 1688 heiratete er Catharina Agneta Peters (1670; † 26. Februar 1736). Aus der Ehe gingen sieben Kinder hervor.
- Joachim Sillem (* 12. Dezember 1691; 13. Oktober 1737) wurde ebenfalls Jurist und Ratsherr in Hamburg ⚭ 1721 Anna Margaretha Rentzel (* 27. April 1697, † 19. Mai 1746), eine Tochter von Peter Rentzel[4]

## Werke
- Dissertatio inauguralis de privilegiis senum. Orléans 1677.